# Hugo Romani
Hugo Romani (Mendoza, 23 dicembre 1919 – Mendoza, 16 ottobre 2016) è stato un compositore e cantante argentino di bolero.
 
All'età di 18 anni ha iniziato a cantare nella sua città natale, Mendoza.
Nel 1947 intraprende il suo primo tour all'estero, a Caracas dove debutta su Radio Cultura, esibendosi a El Lido e a Pasapoga. A Maracaibo viene assunto da Ondas del Lago.
Ha portato la sua arte in tutta l'America Latina, per trionfare in seguito in Giappone e in diversi paesi europei.
Nel 1958, a 38 anni, smise di cantare per dedicarsi alla produzione televisiva e all'ingaggio di artisti in Venezuela. Dal 1958 al 1968 è stato legato a Radio Caracas Televisión come produttore principale di Renny Ottolina.
Nel 2005, a 86 anni, ha registrato di nuovo un disco.
(Hugo Romani)